# Dahmouni
Dahmouni (em árabe: دھمونى) é uma comuna localizada na província de Tiaret, Argélia. Sua população estimada em 2008 era de 24 983 habitantes.